# Dejan Meleg
Dejan Meleg (in serbo Дејан Мелег?; Bački Jarak, 1º ottobre 1994) è un calciatore serbo, centrocampista o attaccante del Nakhon Ratchasima.

## Caratteristiche tecniche
Trequartista, può essere schierato come ala su entrambe le fasce.

## Palmarès

### Club
- Campionato bosniaco: 1

Borac Banja Luka: 2020-2021

### Nazionale
- Campionato europeo di calcio Under-19: 1

2013